# Predicta

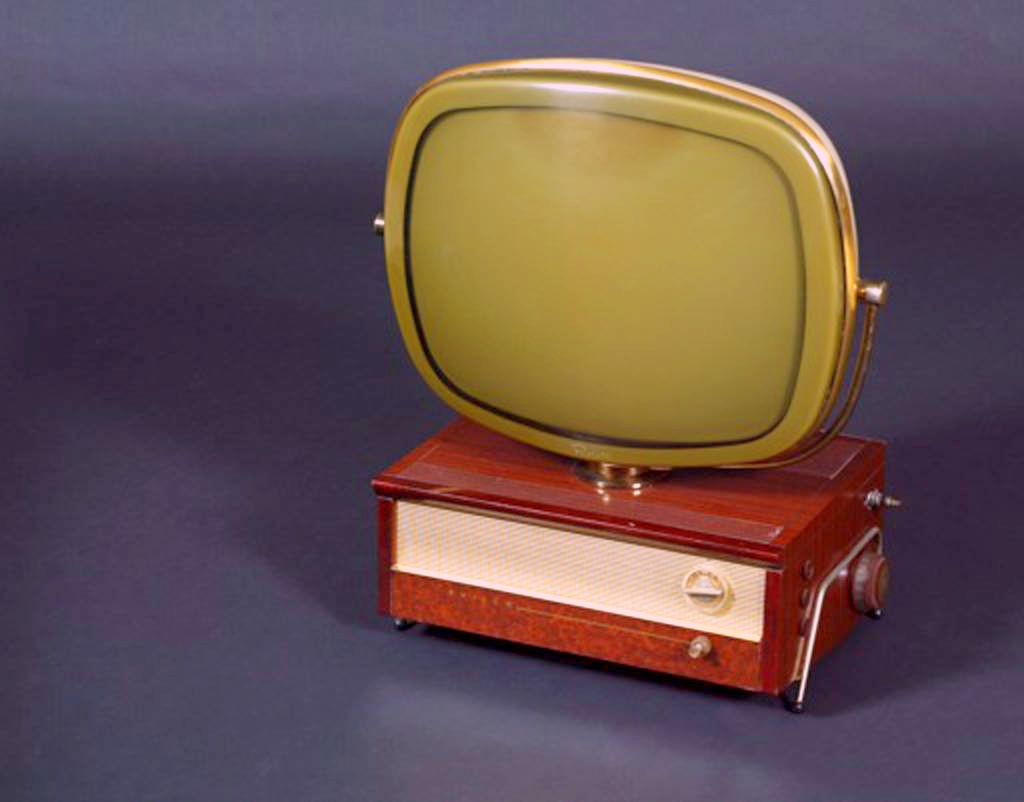
Predicta de Philco, 1958, en la colección del The Children's Museum of Indianapolis

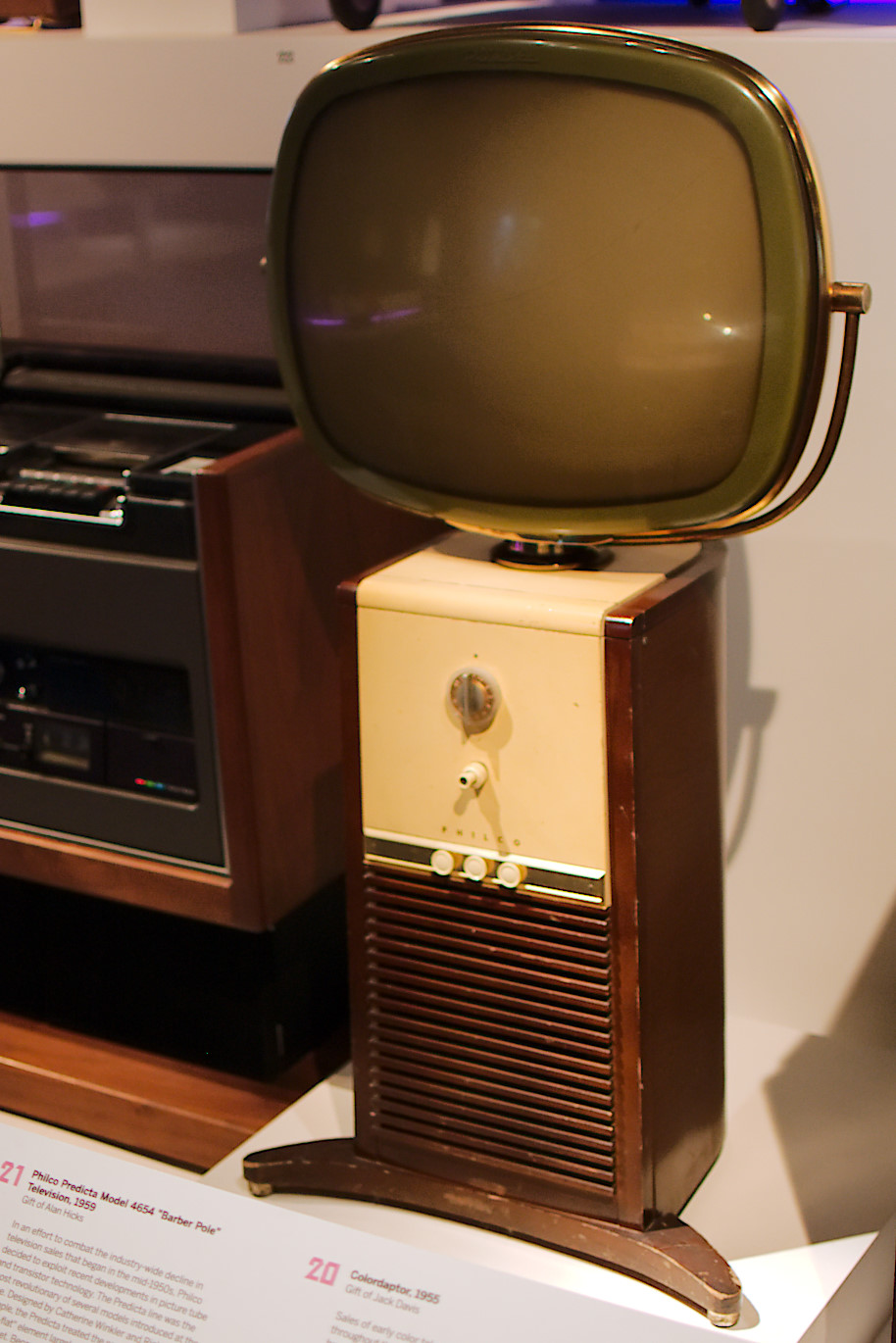
Un Predicta montado en un soporte de "poste de barbero"

Philco Predicta es un televisor hecho en varios modelos de gabinetes en una pantalla de 17" o 21" por la compañía estadounidense Philco entre 1958 y 1960. Fue comercializado como el primer televisor con pantalla giratoria del mundo. 
El tubo de imagen estaba rodeado de un nuevo producto de Eastman Plastics llamado "tenite" que protegía el vidrio y le daba su tinte verdoso. La Predicta también tenía un tubo de imagen más delgado que muchos otros televisores de la época, lo que lo llevó a comercializarse como un televisor más futurista. Los televisores Predicta se construyeron con una variedad de configuraciones de gabinetes, algunas desmontables, pero todas separadas del propio tubo y conectadas por cables. Inicialmente introducido en 1958 para la cadena de hoteles Holiday Inn y lanzado para consumidores generales poco después, el Predicta se suspendió a principios de los años sesenta.
A fines de la década de 1990, los derechos fueron adquiridos por Dave Riedel y Mike Lipscomb de Telstar LLC, quienes hicieron nuevos sets hechos a mano de manera limitada hasta 2008.